# ヴァース‐コーラス形式

ヴァース-コーラス形式は、歌を伴う英語圏のポピュラー・ソングにおいて一般的な楽式であり、1950年代からはブルースやロックンロールで、1960年代からはロックにおいて著しく使われた。AABA形式ではAセクションが（Bセクションによって準備されたり、引き立てられたりして）焦点を当てられているのに対し、ヴァース-コーラス形式ではコーラスが（ヴァースと対照を成して用意され）強調される。ブリッジによって目立つように作られたヴァースに焦点があるAABA形式とは対照的に、ヴァース‐コーラス形式においてはコーラスがヤマ場である（ヴァースとの対比）。
コーラスはしばしば旋律的やリズム的、また和声的にヴァースとはっきりと対比され、より高いダイナミクスや活気を示す。しばしばヴァースよりも使用楽器が増加する。編曲も参照のこと。

## 対比ヴァース‐コーラス形式
ヴァースとコーラスに異なる楽音を用いた楽曲は、対比ヴァース‐コーラス形式である。以下に例を挙げる。
- "ザットル・ビー・ザ・デイ" by バディ・ホリー  (1957)
- "ビー・マイ・ベイビー" by ザ・ロネッツ (1963)
- "カリフォルニア・ガールズ" by ザ・ビーチ・ボーイズ  (1965)
- "ペニー・レイン" by ビートルズ (1967)
- "愛こそはすべて" by ビートルズ (1967)
- "フォクシー・レディ（英語版）" by ジミ・ヘンドリックス (1967)
- "スモーク・オン・ザ・ウォーター" by ディープ・パープル  (1973)
- "キャント・ゲット・イナフ" by バッド・カンパニー (1974)

## 単純ヴァース‐コーラス形式
ブルース形式のように、ヴァースとコーラスに同じ楽音を用いた楽曲は、歌詞が各ヴァースと繰り返しのコーラスで異なっていたとしても、単純ヴァース‐コーラス形式となる。以下に例を挙げる。
- "シェイク、ラトル&ロール（英語版）" by ビッグ・ジョー・ターナー (1954)
- "ルイ・ルイ" by ザ・キングスメン（英語版） (1963 cover)、ブルース形式を使わない例
- "ラ・バンバ" by リッチー・ヴァレンス  (1959)

## 単純ヴァース形式
繰り返しのヴァースのみの楽曲は、単純ヴァース形式となる（コーラスのないヴァース‐コーラス形式）。以下に例を挙げる。
- エヴィル・ウェイズ（英語版） by サンタナ (1969)
- ハートブレイク・ホテル、監獄ロック、ハウンド・ドッグ、ルシールのように、上記の単純ヴァース‐コーラス形式ではないブルースベースの楽曲

ブリッジとの対比を以下に挙げる。
- "霧の8マイル" by バーズ  (1966)
- "トゥモロー・ネバー・ノウズ" by ビートルズ  (1966)
- "パープル・ヘイズ" by ジミ・ヘンドリックス  (1967). (ibid, p.71-72)

単純ヴァース‐コーラス形式と単純ヴァース形式はどちらもストローフィ形式から来ている。

## 引用文献
1. ↑  Stein, Deborah (2004-11-04) (英語). Engaging Music: Essays in Music Analysis. オックスフォード大学出版局. ASIN 0195170105. ISBN 9780195170108